# Jules-Henry Onffroy de Vérez
Jules-Henry Onffroy de Vérez  es un explorador francés del siglo XIX. Contó sus viajes usando el nombre de Onffroy de Thoron (Don Enrique, vizconde).

## Biografía
Jules-Henry es el hijo de Anne-Marthe-Rolland Onffroy de Vérez.
En 1850, Jules-Henry Onffroy zarpó hacia el continente sudamericano sin destino específico, desembarcando en Valparaíso y luego, en 1851, en Serena. Participó en batallas contra los chilenos y  fue expulsado por indeseable. 
Trasladándose al Perú, obtuvo el título de "ingeniero civil" del Ministerio de la Guerra. Sin embargo, su deseo de viajar persiste. Realizó dos expediciones (1852 y 1861) al Perú, dedicando su tiempo a observar, dibujar y establecer levantamientos topográficos de la región.
En 1861 regresó a París y publicó su Diccionario original de la lengua Quichua et La Langue primitiva, donde intentó demostrar las relaciones entre América del Sur y Oriente Medio desde la Antigüedad.